# Elemosina di san Rocco
L’Elemosina di san Rocco è un dipinto di Annibale Carracci portato a compimento nel 1595 ed attualmente custodito nella Gemäldegalerie Alte Meister di Dresda.
A livello critico, è unanimemente considerata una delle prove più alte di Annibale, il capolavoro conclusivo della fase pre-romana della sua vicenda artistica. È il dipinto più grande (su supporto mobile) mai realizzato dal maestro bolognese.

## Storia
L'opera fu commissionata ad Annibale – tra il 1587 e 1588, quindi molti anni prima della data di effettiva conclusione del dipinto – dalla Confraternita di San Rocco di Reggio Emilia, istituzione religiosa per la quale il Carracci aveva già lavorato eseguendo, praticamente nello stesso periodo della commissione dell’Elemosina, una pala d'altare raffigurante l’Assunzione della Vergine (opera anch'essa ora a Dresda).
La grande tela era destinata ad adornare una delle pareti lunghe dell'oratorio della Confraternita (ambiente successivamente distrutto), dove fronteggiava un dipinto di identico formato realizzato da Camillo Procaccini, parimenti dedicato ad un episodio dell'agiografia del santo titolare del luogo di culto. La tela del Procaccini, raffigurante San Rocco guarisce gli appestati (1585 ca.), finì, come quella di Annibale, a Dresda, dove però fu distrutta durante i duri bombardamenti subiti dalla città sassone nel corso della seconda guerra mondiale.

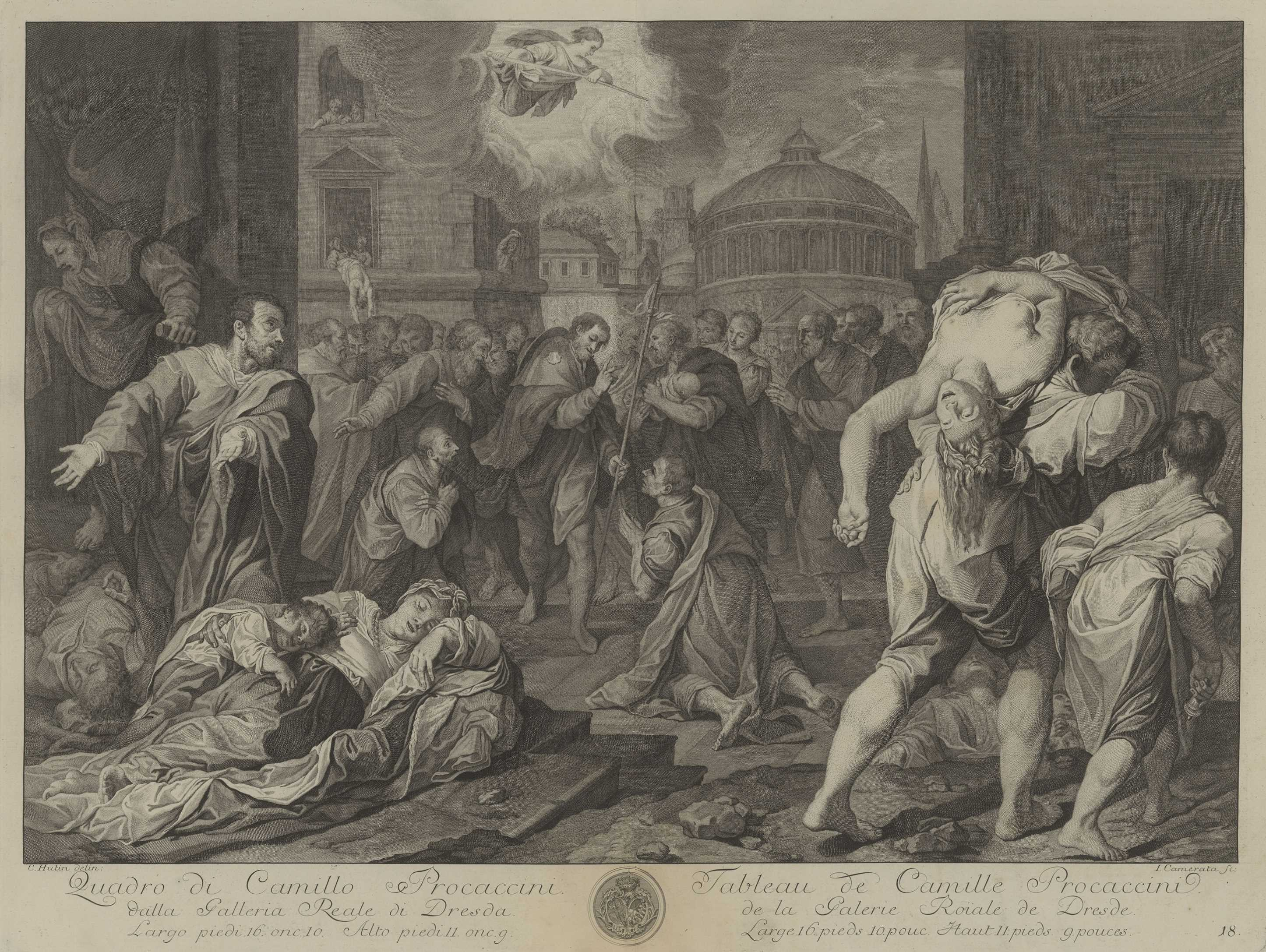
Un’incisione tratta dal perduto dipinto di Camillo Procaccini San Rocco guarisce gli appestati, pendant della tela di Annibale

Anche l'episodio dell’Elemosina avrebbe dovuto essere realizzato dal Procaccini: non è chiaro se fu lui a rinunziare a questa seconda commissione ovvero se furono i membri della Confraternita, apprezzando l'arte di Annibale – ormai noto a Reggio, avendovi già realizzato, oltre all'Assunta per lo stesso oratorio di San Rocco, anche altre opere – a decidere di cambiare pittore.
Forse a causa dell'accumularsi degli impegni, Annibale, in quegli anni divenuto uno degli artisti più richiesti dell'area emiliana, ritardò moltissimo l'esecuzione del dipinto. Al punto che, nel 1594, quando il Carracci è ormai in procinto di trasferirsi a Roma, chiamatovi da Odoardo Farnese, l’Elemosina è ancora incompiuta. Desideroso di avviare la nuova avventura romana, Annibale tentò di liberarsi dall'impegno, proponendo ai suoi committenti che la tela fosse portata a conclusione da suo cugino Ludovico.
A fronte del rifiuto dei membri della Confraternita, Annibale, che si era già recato a Roma per perfezionare gli accordi con il Farnese, fece ritorno in patria e licenziò definitivamente l'opera sul finire del 1595, trasferendosi nello stesso anno (o all'inizio del successivo) definitivamente nella città dei papi.
È stato ipotizzato che al ritorno dal primo breve soggiorno romano il quadro fosse poco più che abbozzato e che pertanto l'opera sia stata realizzata quasi per intero da Annibale nei pochi mesi che dividono il suo provvisorio rientro in Emilia dal definitivo avvio del servizio per Odoardo Farnese. 
Nel 1661 il quadro venne acquistato dal duca Alfonso IV d'Este ed entrò quindi nelle collezioni estensi di Modena.
Nel 1746 l’Elemosina di san Rocco fu inclusa (con varie altre opere di Annibale) nell'alienazione in blocco dei cento migliori dipinti delle collezioni estensi (uno dei più gravi depauperamenti del patrimonio artistico italiano), decisa da Francesco III d'Este, per far fronte alla sostanziale bancarotta del ducato estense. L'acquirente di questa straordinaria raccolta di dipinti (basti pensare, oltre alle opere del Carracci, ai capolavori di Correggio che ne fecero parte) fu l'Elettore di Sassonia Augusto III. L’Elemosina di san Rocco approdò così a Dresda, dove tuttora si trova.

## Descrizione e stile
Il dipinto rappresenta il momento in cui il giovane san Rocco, avendo deciso di farsi pellegrino (infatti ne indossa già l'abito), si disfa degli averi familiari appena ereditati, donandoli ai poveri. Si tratta, quindi, dell'episodio iniziale del cammino verso la santità intrapreso dal giovane che culminerà nell'assistenza e nelle miracolose guarigioni degli appestati, grazie alle quali san Rocco si guadagnerà, in tutta Europa, una sentita devozione popolare quale protettore contro la peste, testimoniata anche da innumerevoli opere d'arte.
A questa successiva parte dell'agiografia di san Rocco alludeva il perduto dipinto del Procaccini. Le due grandi tele, quindi, erano dei pendants sulla vita del santo taumaturgo, la cui commissione è verosimilmente collegabile al rafforzarsi del culto per san Rocco causato dalla recente Peste di San Carlo, epidemia che, pur concentrata soprattutto nel milanese, colpì anche parti dell'Emilia.
L'episodio raffigurato da Annibale si svolge nel cortile di un palazzo inquadrato da un colonnato monumentale, probabilmente il palazzo familiare di san Rocco, che le fonti agiografiche dicono nato in una facoltosa famiglia di Montpellier. Sul fondo si vede un loggiato ad archi con imponenti pilastri quadrangolari sui quali poggia una semicolonna. Si tratta di un dettaglio architettonico che ricorda il porticato del Sangallo del cortile di Palazzo Farnese, in effetti, visto dal Carracci poco prima di completare l'opera. Tra le arcate del loggiato si intravedono gli edifici di una città.
La scena è affollatissima (con circa trenta figure), ma Annibale, con un efficace aggruppamento degli astanti, scalato su più piani lungo una diagonale, riesce a creare una composizione pienamente equilibrata.
In primo piano, sulla sinistra, è collocato il gruppo dei mendichi che ha già ottenuto il proprio obolo e contempla soddisfatto quel che ha ricevuto. Al centro di questo primo gruppo, Annibale colloca, in basso, una bella natura morta costituita dagli oggetti avuti in dono.
Nel piano intermedio si svolge l'evento principale: san Rocco, su un podio, distribuisce la sua elemosina, mentre una folla fervente lo circonda per ricevere la sua parte. Accorrono per unirsi al gruppo anche un violinista cieco, sorretto da un ragazzo, ed un infermo, trainato su una carriola da un giovane muscoloso raffigurato di spalle. 
Nel mezzo di questo gruppo si scorge, relativamente isolata, una donna con un bambino in braccio che volge le spalle alla concitazione dietro di lei. Questa figura è il fulcro del dipintoe la sua sostanziale estraneità all'evento, evidenziata dal contrapposto tra la sua posizione stante e l'aggrovigliarsi di corpi tutt'intorno, suggerisce che ad essa sia stata assegnata una particolare funzione simbolica all'interno della composizione. Nella donna, infatti, si è scorta una personificazione della virtù della Caritas, di cui riprende il canone iconografico consolidato (per l'appunto quello di una donna con uno o più bambini in braccio), che sottolinea e sintetizza il significato complessivo del capolavoro del Carracci. Anche in questa figura si è vista un'avvisaglia degli influssi romani sulla pittura di Annibale dovuti al suo primo soggiorno in città del 1594. Essa, infatti, è stata avvicinata all'analoga figura che si vede nella Presentazione di Maria al Tempio (1525 ca.) di Baldassarre Peruzzi collocata nella chiesa di Santa Maria della Pace.

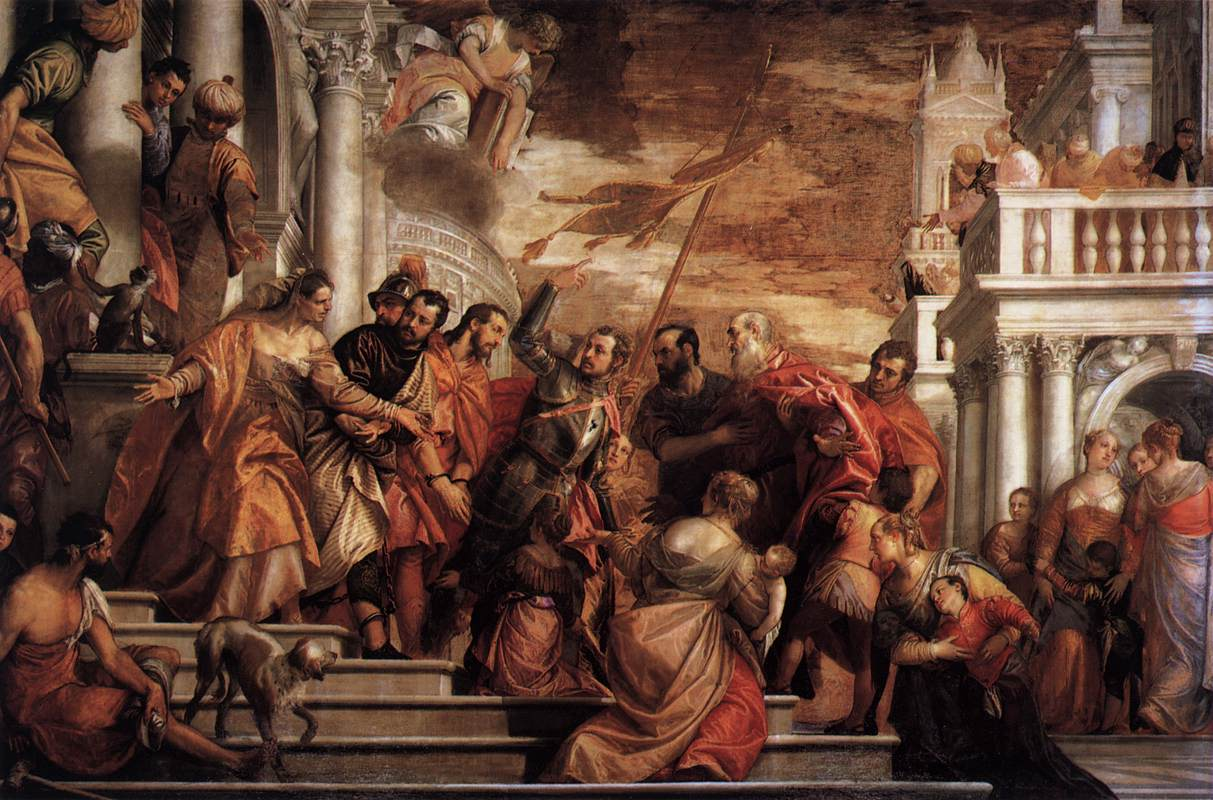
Paolo Veronese, Santi Marco e Marcellino condotti al martirio, 1565, Chiesa di San Sebastiano, Venezia

Nonostante le primissime influenze centro-italiane che si colgono nell’Elemosina, l'opera mostra ancora un debito nei confronti della pittura veneziana. Il dipinto di Annibale, infatti, è stato messo in relazione ai Santi Marco e Marcellino condotti al martirio del Veronese (1565). Anche in questo caso, infatti, l'evento si svolge su un piano rialzato, inquadrato da una vistosa quinta architettonica, e anche in questo probabile modello la scena è abitata da un significativo numero di partecipanti, alcuni dei quali, ad esempio il mendicante in basso a sinistra, mostrano assonanza con quelli raffigurati da Annibale.
Questo debito tuttavia si limita solo all'impianto compositivo, mentre per il suo forte realismo, che si coglie nella percepibile verosimiglianza della turba di derelitti che accorrono alla distribuzione dei beni del santo, l’Elemosina di Annibale è un'opera notevolmente innovativa ed originale. Essa fu probabilmente basata su disegni tratti dal vero, forse ispirandosi alla folla visibile in un mercato del tempo, dalla quale Annibale ha mutuato le patetiche, ma credibili, figure del violinista cieco e dello storpio in barella e in cui, in una composizione di grandissima efficacia, il maestro bolognese colloca una varietà di tipi riassuntiva di tutte le possibili reazioni umane di fronte ad un gesto di carità. 
Per queste ragioni l’Elemosina di san Rocco è uno dei fondamentali testi d'apertura della nascente pittura barocca.

## La fortuna dell’Elemosina di san Rocco
Grande fu la fortuna dell'ultimo capolavoro pre-romano di Annibale, come testimoniano già le fonti a lui più vicine nel tempo. Tra queste, particolarmente significative sono le parole di Francesco Scannelli, forse l'unico dei biografi seicenteschi del Carracci ad aver visto la tela ancora nella sua collocazione originaria. Per lo Scannelli, infatti, nell’Elemosina «tutto è così bello e ogni particolare di tanta eccellenza, che ricoperto con maniera della più facile, e vera operatione fa conoscere un concerto d'historia senza difficoltà delle più naturali e belle, che possa in alcun tempo la forza dei pennelli rappresentare» (Il microcosmo della pittura, 1657). Un elogio senza riserve è dedicato al dipinto anche da Giovanni Pietro Bellori che lo definisce «azione perfetta di modi naturali» (Vite de' pittori, scultori e architetti moderni, 1672).
Anche il rilevante numero di incisioni tratte dall'opera, tra le quali la più celebre è attribuita alternativamente a Guido Reni o a Francesco Brizio, e di copie note (tutte di formato molto più piccolo dell'originale), attestano il grande apprezzamento che riscosse sin dall'origine il dipinto eseguito per la Confraternita reggiana.
Altrettanto si deduce dall'evidente ripresa dell’Elemosina che si coglie in alcuni dipinti successivi, tra i quali si segnalano l'affresco del Domenichino con l’Elemosina di Santa Cecilia, eseguito per la cappella Polet nella chiesa di San Luigi dei Francesi, che dell'opera di Annibale riprende la composizione, o le Sette Opere di Misericordia del fiammingo Frans Francken II, la cui personificazione della Carità è una trasposizione letterale della donna con il bambino in braccio al centro dell’Elemosina di san Rocco. Il dipinto di Francken dimostra la notorietà raggiunta dall'opera di Annibale anche fuori dai confini italiani.

## Altre immagini

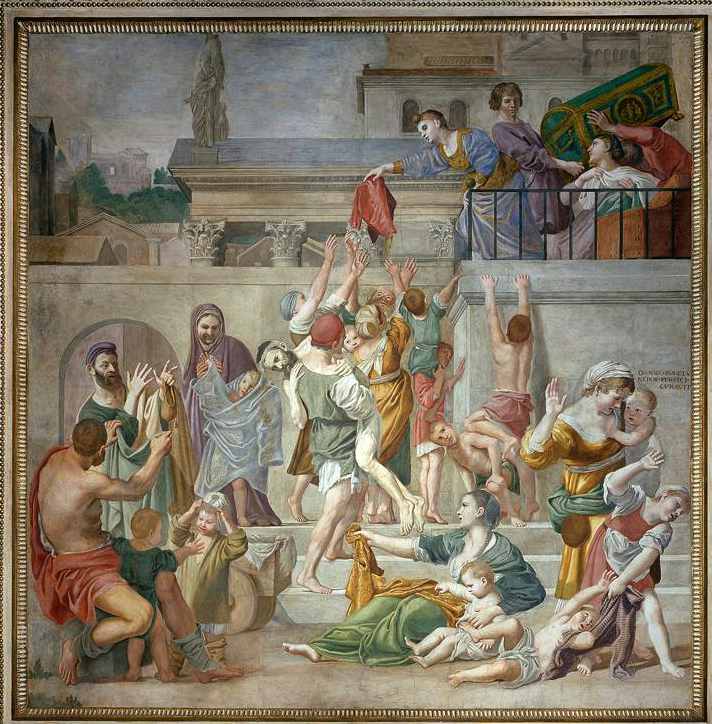
Domenichino, Elemosina di santa Cecilia, 1612-15, Roma, Chiesa di San Luigi dei Francesi
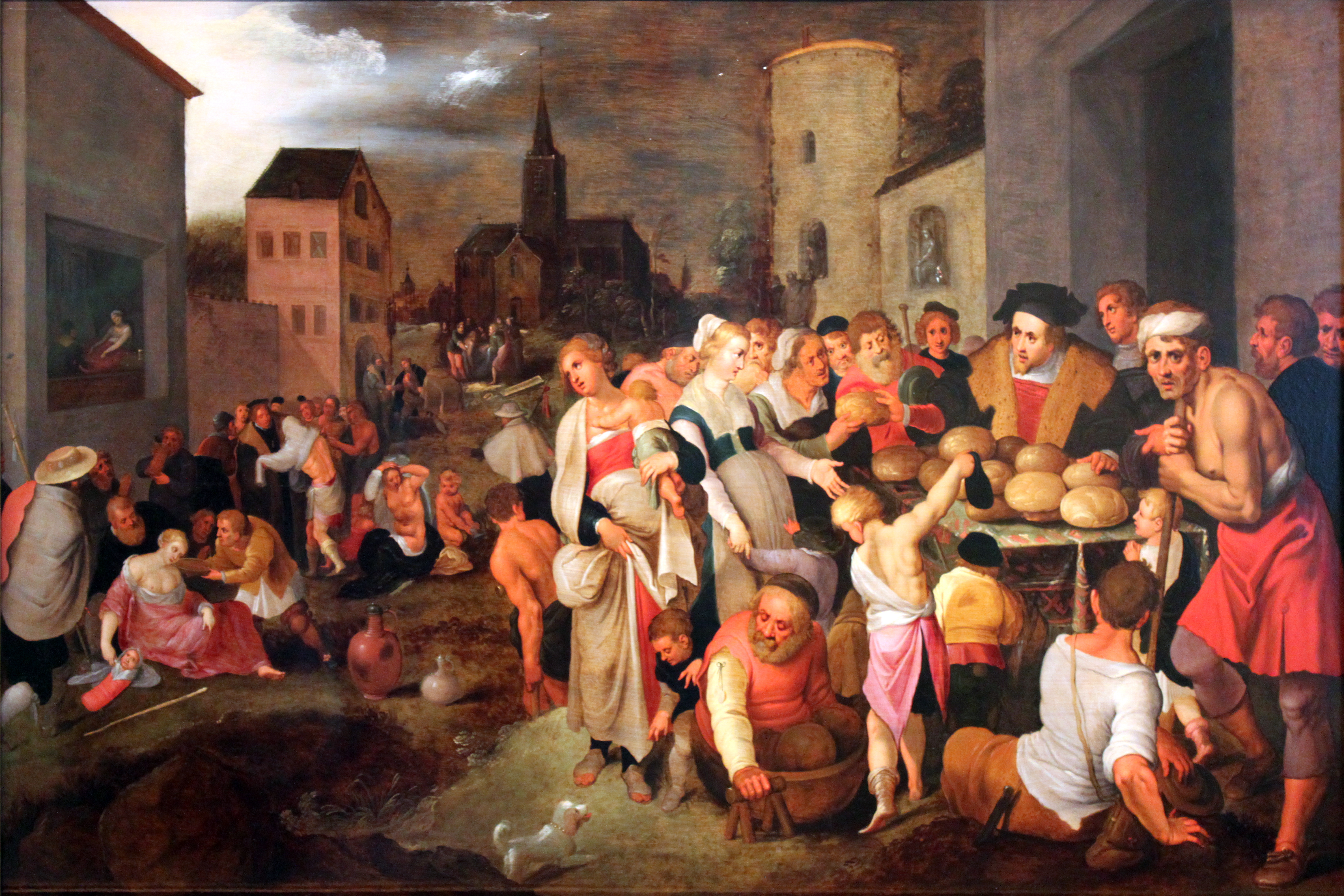
Frans Francken II,  Sette opere di Misericordia, 1605, Berlino, Deutsches Historisches Museum
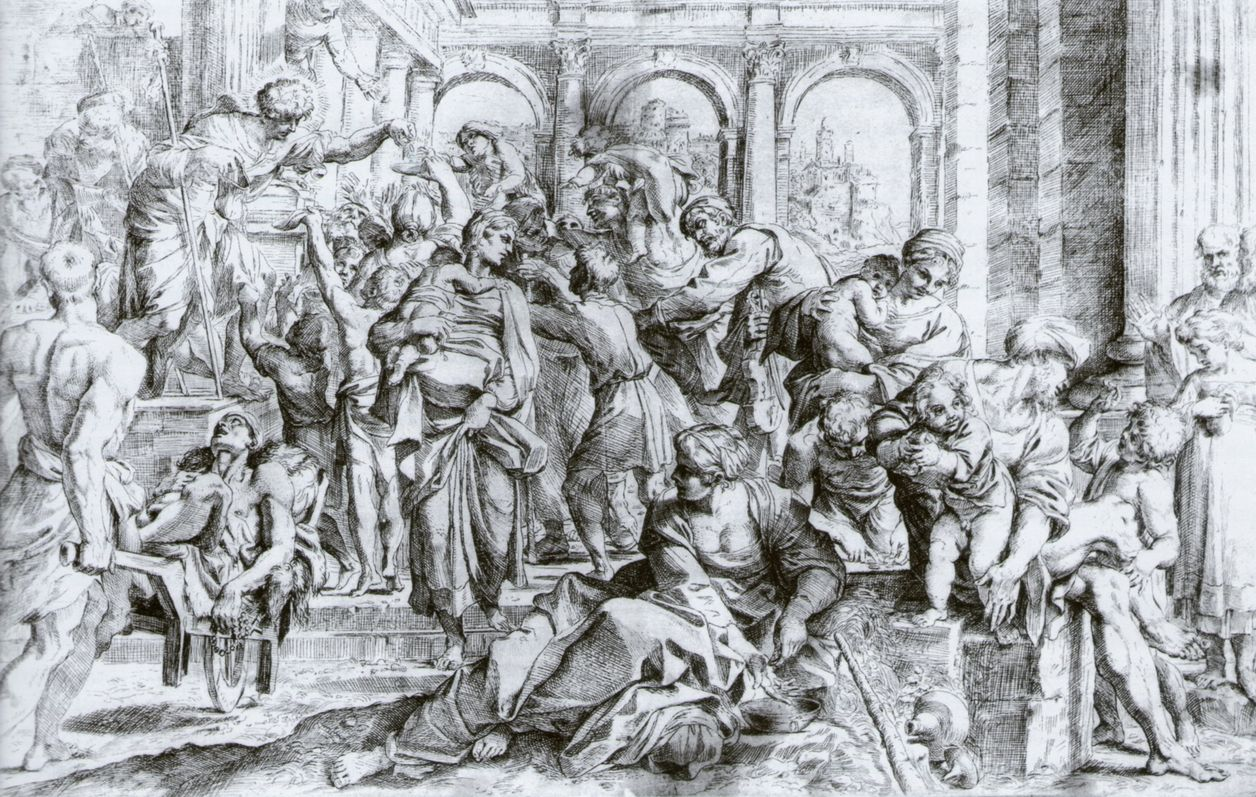
Guido Reni o Francesco Brizio, Elemosina di san Rocco, incisione tratta dal dipinto di Annibale